# Mario Bunge
Mario Augusto Bunge (Buenos Aires, 21 de setembro de 1919 – Montreal, 24 de fevereiro de 2020) foi um físico, filósofo da ciência e humanista argentino, defensor do realismo científico, do sistemismo e da filosofia exata. Ficou conhecido por expressar publicamente sua posição contra as pseudociências, entre as quais inclui a psicanálise, a homeopatia e a microeconomia neoclássica (ou ortodoxa) e manifestar críticas contra correntes filosóficas como o existencialismo, a fenomenologia, o pós-modernismo, a hermenêutica e o feminismo filosófico. Bunge trabalhou como professor de lógica e metafísica na McGill University do Montreal.

## Biografia
Bunge começou seus estudos na Universidade Nacional de La Plata, graduando-se com um Ph.D. em ciências físico-matemáticas em 1952. Foi professor de física teórica e filosofia, de 1956 a 1966, pela primeira vez em La Plata, em seguida, na Universidade de Buenos Aires. Foi professor de lógica e metafísica na Universidade McGill, em Montreal, onde tem sido desde 1966.
Mario Bunge foi premiado com dezesseis doutorados honorários e quatro cátedras honorárias por universidades tanto das Américas quanto da Europa. Foi membro da American Association for the Advancement of Science e da Royal Society of Canada. Em 1982, ele foi premiado com o Prêmio Príncipe de Asturias, em 2009, com a bolsa Guggenheim e, em 2014, com o prêmio Ludwig von Bertalanffy em Complexity Thinking.

## Interesses
Seus interesses incluíam filosofia geral (semântica, ontologia, epistemologia, metodologia de pesquisa, praxiologia e da ética) e aplicada (física, biologia, psicologia e ciências sociais), sem negar considerações sobre a filosofia da lógica e da matemática como a base não só de seu trabalho científico, mas também filosófico. Considera a matemática apenas como dedutiva, sem enfatizar a fase de produção (de pesquisa), utilizando experimentação, intuição, casos finitos e analogia, tal como considera o matemático húngaro George Polya (1887-1985). Também declarou sobre setenta matemáticos que trabalham nos Estados Unidos, incluindo o matemático finlandês Lars Ahlfors (1907-1996). Neste contexto, ele fundou a Sociedade para Filosofia Exata, que procura empregar apenas conceitos exatos, definidos pela lógica ou matemática, a fim de evitar ambiguidades e característica imprecisão de outros estilos filosóficos, incluindo o fenomenológico, o pós-moderno (especialmente a hermenêutica) e causa (ao mesmo tempo que estimula) o tratamento de problemas não-triviais como contraste com a gigantesca produção filosófica livresca que recursivamente interpreta as opiniões dos outros filósofos ou que tratam com objetos ideais ou mundos possíveis.

## Trabalhos e enfoque filosófico
Bunge foi um intelectual muito prolífico, tendo escrito mais de quatrocentos artigos e oitenta livros, notadamente seu Monumental Tratado em Filosofia Básica em oito volumes (1974-1989), Bunge fez um estudo abrangente e rigoroso desses aspectos filosóficos que são considerados o núcleo da filosofia moderna: semântica, ontologia, epistemologia, filosofia da ciência e ética. Aqui, Bunge desenvolve uma perspectiva científica abrangente, que aplica-se a várias ciências naturais e sociais.[carece de fontes?]
A concepção filosófica de Bunge pode descrever, como tem feito repetidamente, usando uma combinação de vários "ismos", dos quais os principais são
realismo, o cientificismo, materialismo e sistemismo.
O realismo científico de Bunge inclui aspectos ontológicos (as coisas têm existência independente de um sujeito que as conhecem), epistemológicos (a realidade é inteligível) e éticos (há fatos morais e verdades morais objetivas) de seu pensamento. Cientificismo é a concepção que afirma que o melhor conhecimento da realidade é o obtido por aplicação do método de investigação científica. Materialismo, que sustenta que tudo o que existe é material (por exemplo, para Bunge, a energia é uma propriedade da matéria). Sistemismo, por final, é a visão de que tudo o que existe é um sistema ou parte de um sistema.[carece de fontes?]
Neste quarteto deve adicionar mais dois "ismos": emergentismo, que está associado com sistemismo, e é caracterizada pela tese de que os sistemas têm propriedades sistêmicas, globais ou emergentes e suas partes componentes, portanto, são irredutíveis a propriedades de níveis organizacionais inferiores; e agatonismo, a concepção bungeana de ética, que é guiado pela máxima "Aproveite a vida e ajude os outros a viver uma digna para ser apreciada" e supõe que cada direito correspondente a um dever e vice-versa.
Seu pensamento ainda encarou o racionalismo e o consequencialismo. Bunge repetidamente e explicitamente negava ser um positivista lógico, e escrevia sobre a metafísica. Na arena política, Bunge definiu-se como um liberal de esquerda e socialista democrático, na tradição de John Stuart Mill e José Ingenieros.
Popularmente, ficou conhecido por suas declarações considerando a psicanálise como um exemplo de pseudociência.

## A epistemologia de Bunge
A epistemologia de Bunge parte de uma visão ontológica do mundo, portanto admite a existência de uma realidade objetiva e segundo Bunge a ciência e seus produtos se propõem a explicar os fenômenos dessa realidade de maneira aproximada. Contudo, a epistemologia de Bunge é cuidadosa em sua estruturação para evitar recorrer ao chamado realismo ingênuo que entende a percepção da realidade como a própria realidade abstendo-se de qualquer reflexão sobre o não perceptível ou a interferência do ser no processo, ao mesmo tempo que também não caminha em direção ao empirismo uma vez que uma visão puramente empírica poderia incorrer em uma tomada e análise de dados sem avanços por carecer de uma explicação teórica.
Então, para Bunge, as explicações científicas possuem limites e conseguem apenas se aproximar da realidade última com mais ou menos precisão. 
Mario Bunge expressa seu pensamento científico através dos conceitos de objeto-modelo, teoria e modelo teórico que se relacionam formando uma visão crítica de uma perspectiva ontológica do mundo, Bunge desenvolve sua epistemologia partindo da finalidade da ciência, a explicação. A resposta à um dado “por quê?”. Para fornecer essa resposta a produção científica se vale da construção de modelos, estes são provenientes da relação entre objetos-modelos e uma teoria geral. 
A explicação científica parte da construção de objetos-modelos que podem ser incorporados por teorias. Essa incorporação se dá a partir do momento que o objeto-modelo representa um recorte da realidade que contém o fenômeno/fato a ser explicado e a teoria acrescenta características ou propriedades para explicá-lo. A mediação entre objeto-modelo e a teoria é justamente o que Bunge trata como modelo teórico, o modelo teórico é o arcabouço criado através da relação do objeto-modelo e da teoria.
A teoria por si só não seria suficiente para fornecer as explicações científicas pois são uma construção abstrata da razão e da intuição humana, bem como os dados empíricos sozinhos carecem de uma lógica sistematizada para fornecerem respostas. O papel do modelo teórico  então, segundo Bunge, é o de aproximar essas duas instâncias concebendo objetos-modelos, representantes da realidade, que tem seu comportamento explicado por uma teoria geral. 

## A epistemologia de Bunge e o ensino de ciências
Pode-se encontrar contribuições significativas da epistemologia de Bunge no ensino de ciências uma vez que as ideias de modelos teóricos como explicação científica conseguem atribuir significado aos conteúdos trabalhados além de contribuir no desenvolvimento de uma visão crítica do mundo em contrapartida às visões construtivistas e empiristas que no ensino de ciências podem trazer como consequência a sensação de que as ciências não possuem um valor prático nas explicações do cotidiano. 
Na visão bungeana, facilmente o sujeito pode se valer da ideia de que a realidade é uma interpretação subjetiva a qual ele constrói em si, por tanto o conhecimento científico seria apenas mais uma visão externa em disputa com sua subjetividade, por outro lado, a análise fria dos dados não conferem por si só uma explicação do fato estudado. 
No processo de construção de modelos teóricos, partindo da visão bungeana, temos o sentido da produção científica, portanto o ensino de ciências, por coerência, também deve-se valer do mesmo princípio, com isso ao se promover um ensino que preza pelo desenvolvimento de modelos teóricos nas aulas de ciências, está-se colocando o estudante em contato com processos cognitivos que lhe permitem descrever sua realidade material a partir de pressupostos teóricos, ou seja, criando objetos-modelos na idealização de fenômenos e fatos observáveis e explicando-os pela sua incorporação em uma teoria. 
Esse movimento é capaz de conferir ao estudante uma melhor relação com o mundo ao ser capaz de explicá-lo de forma coerente, lógica e sistemática bem como permitindo o desenvolvimento de uma visão crítica, uma vez que concepções alternativas sobre um dado fato entrariam em concorrência com a concepção científica desenvolvida no processo de ensino aprendizagem. 

## Morte
Morreu no dia 24 de fevereiro de 2020, aos 100 anos.

## Publicações selecionadas
- 1974–89. Treatise on Basic Philosophy: 8 volumes:
  - I: Sense and Reference. Dordrecht: Reidel, 1974.
  - II: Interpretation and Truth. Dordrecht: Reidel, 1974.
  - III: The Furniture of the World. Dordrecht: Reidel, 1977.
  - IV: A World of Systems. Dordrecht: Reidel, 1979.
  - V: Epistemology and Methodology I: Exploring the World. Dordrecht: Reidel, 1983.
  - VI: Epistemology and Methodology II: Understanding the World. Dordrecht: Reidel, 1983.
  - VII: Epistemology and Methodology III: Philosophy of Science and Technology: Part I. Formal and Physical Sciences. Dordrecht: Reidel, 1985. Part II. Life Science, Social Science and Technology. Dordrecht: Reidel, 1985.
  - VIII: Ethics: the Good and the Right. Dordrecht: D. Reidel, 1989.
- Bunge, Mario (1997). Ciencia, Técnica y Desarrollo. Buenos Aires: Editorial Sudamericana. ISBN 9789500712408
- Bunge, Mario Augusto (1973). Filosofia da fisica. Lisboa: Edições 70
- Bunge, Mario Augusto (1985). Racionalidad y realismo. Madri: Alianza. ISBN 9788420624457
- Bunge, Mario (1985). Seudociencia e ideologia. Madri: Alianza. ISBN 9789686001556
- Bunge, Mario (1974). Teoria e realidade. São Paulo: Perspectiva. ISBN 9788527308380
- Bunge, Mario. «Una caricatura de la ciencia: la novisima sociologia de la ciencia». Interciencia, Caracas. 16 (2): 69-77. ISSN 0378-1844